# New York Mills (Minnesota)
Pour les articles homonymes, voir New York Mills.
New York Mills est une ville américaine située dans le Comté d'Otter Tail, dans le Minnesota. Selon le recensement de 2010, sa population est de 1 199 habitants.